# Juan de Almeida
Juan de Almeida o Almeyda (Toledo, 1542 – Salamanca, 13 de agosto de 1572) fue un poeta español del Renacimiento.

## Biografía
De origen portugués, era Señor de Couto de Avintes e hijo de Francisco de Almeida, Capitán general de Tánger, del Consejo de Felipe II. Tuvo por ayo a Pedro Chacón y era al parecer bastante rico. A los veinticinco años (1568) ya era rector de la Universidad de Salamanca, donde consta en el curso 1561-1562 como "natural de Toledo, tesorero de Cartagena, bachiller artista y estudiante de Teología". Hizo amistad con fray Luis de León, el humanista y gramático Francisco Sánchez de las Brozas (el Brocense), Alonso de Espinosa y el gran filólogo Benito Arias Montano, a quienes reunía en su casa. Compuso poesías muy parecidas a las de su contemporáneo Francisco de la Torre, por lo que algunos le atribuyen las de este último; pero lo cierto es que lo conocía y apreciaba hasta el punto de reunir sus obras junto a unas pocas de sus amigos y de él mismo en un manuscrito que luego imprimió Francisco de Quevedo en 1631. En este manuscrito es suya la traducción de la oda decimocuarta del libro I de Horacio Oh navis, escrita en competencia con otras de Sánchez de las Brozas, Espinosa y Fray Luis de León. También, unas breves y discretas observaciones en defensa de los versos cortados que usa Luis de León siguiendo el ejemplo de griegos, latinos y toscanos. Por desgracia, falleció muy pronto, a los treinta años, lo que lamentó Jacinto Cordero (1606-1646) en su Égloga de los poetas lusitanos. Algunas de sus obras merecieron ser glosadas por Quevedo y Lope de Vega.
Se conserva de él un corpus poético diverso que incluye unos cuarenta y dos sonetos que le son atribuidos, de tema satírico, amoroso y religioso. Su soneto dialogado “–¿A quién buscas, Amor? –Busco a Marfida” es uno de los poemas dialogados más célebres del Siglo de Oro, si bien algunos lo atribuyen también a Jorge de Montemayor. También son suyas unas octavas narrativas sobre un asunto tomado de los novellieri.